# NGC 2163
NGC 2163 је рефлексиона маглина у сазвежђу Орион која се налази на NGC листи објеката дубоког неба.
Деклинација објекта је + 18° 39' 27" а ректасцензија 6h 7m 49,5s. Привидна величина (магнитуда) објекта NGC 2163 износи 13,0. NGC 2163 је још познат и под ознакама CED 62, DG 87, LBN 855, bipolar.